# 蜜茜·富兰克林
梅莉莎·珍妮特·富蘭克林（英語：Melissa Jeanette Franklin，通稱梅希·富蘭克林（英語：Missy Franklin）1995年5月10日—），是一位前美國職業游泳選手，並擁有5座奧運金牌，曾締造過200公尺仰式的世界紀錄。身為美國國家游泳隊的一員，她也曾創下4x100公尺混合式接力賽的世界紀錄。
富蘭克林首次參加2012年夏季奧林匹克運動會，年僅17歲，即拿到5個獎牌，其中有4個是金牌。她橫掃了當年的仰式項目，在100及200公尺的仰式均拿下金牌，也因此成功獲得《游泳世界》雜誌的年度游泳選手、2012美國年度游泳選手以及2011及2012年國際游泳總會年度最佳運動員列表的年度選手。她總共獲得了28個不同國際賽事的獎項，包括：奧運、世界游泳錦標賽、泛太平洋游泳錦標賽共17枚金牌、6枚銀牌及5枚銅牌。富蘭克林在世錦賽的11枚金牌一直是紀錄保持者，直到2017年被姬蒂·雷德基超越。
富蘭克林同時擁有美國及加拿大的國籍，而她選擇了替美國國家隊效力，2018年12月，她宣布退出體壇。

## 早年生活
富蘭克林生於美國加州帕莎蒂娜，是迪克和D.A.富蘭克林的獨生女，在她還是嬰兒的時候，其母就對於水上安全的問題非常關心，所以她學游泳純粹就是因為她父母不希望她怕水。富蘭克林於科羅拉多州奧羅拉長大。因為母親迫切的要求，她5歲時開始上游泳課。她就讀奧羅拉的雷吉斯基督中學並於2013年畢業。
富蘭克林的父母均是加拿大人，所以她同時擁有美國和加拿大的國籍。其父迪克生於加拿大安大略省聖凱瑟琳斯，是前加大拿哈利法克斯聖瑪麗大學的加式足球員，他曾短期的效力於加拿大加式足球聯盟的多倫多阿爾戈英雄隊，並擔任前鋒，然而在一次受傷後結束了他的職業生涯，之後他回到哈利法克斯尋求戴爾豪斯大學的碩士學位，並在那裡遇見了他未來的妻子，一個醫學院的學生。他在七喜的安大略廠工作，隨後被調至美國，最終他們舉家搬到科羅拉多州丹佛，且擔任酷兒釀造公司的主管。富蘭克林的母親建議其為加拿大出賽以降低競爭壓力，因為美國國家代表隊的游泳選手競爭力很強，故選拔較為嚴苛，但基於對家鄉的熱愛，富蘭克林最後選擇替美國參賽。
富蘭克林身高6英尺2英寸（188 cm），且有雙女尺13寸的大腳，其父表示：我們都叫她“人體魚鰭”。自她7歲開始，便一直由科羅拉多之星俱樂部隊(Colorado Stars)的陶德·舒密茲執教。
在2012年倫敦奧運其受萬眾矚目的期間，她持續拒絕金牌的獎金跟贊助，好讓她維持業餘選手的身分參加大學聯賽。2012年，她接受運動員獎學金並錄取加利福尼亞大學柏克萊分校，並於2013-2014的學期期間開始為泰瑞·麥基佛的加利福尼亞金熊女子游泳隊游泳。在加大期間，她獲得4屆國家大學體育協會 (NCAA) 個人冠軍，包括：2014-15年200碼自由式、2015年200碼仰式及個人混合式。她在2015年以美國最佳女游泳選手之姿獲得本田運動獎，亦以美國最佳女運動員身分榮獲本田杯。她後來轉學至喬治亞大學。在2015年拿下NCAA游泳及潛水冠軍後(該年她獲得3個NCAA獎項)，她晉升為職業選手。2019年她從喬治亞大學畢業並取得宗教系學位。

## 職業生涯

### 早期生涯
富蘭克林於7歲時加入科羅拉多之星的長途泳隊，當時她父母尚未發現他的游泳天賦，直到她隊友的父母發現她的天賦並告知其父母。12歲時，她開始和比她年長許多的女生進行比賽。13歲時，她在內布拉斯加州奧馬哈參選2008北京奧運的美國國家代表隊選拔，但落選，所以她沒資格參加2008北京奧運，她當時最好的成績是100公尺自由式第37名。直至梅希高中畢業止，她創下科羅拉多州高中聯賽一半的紀錄。

### 2012倫敦奧運

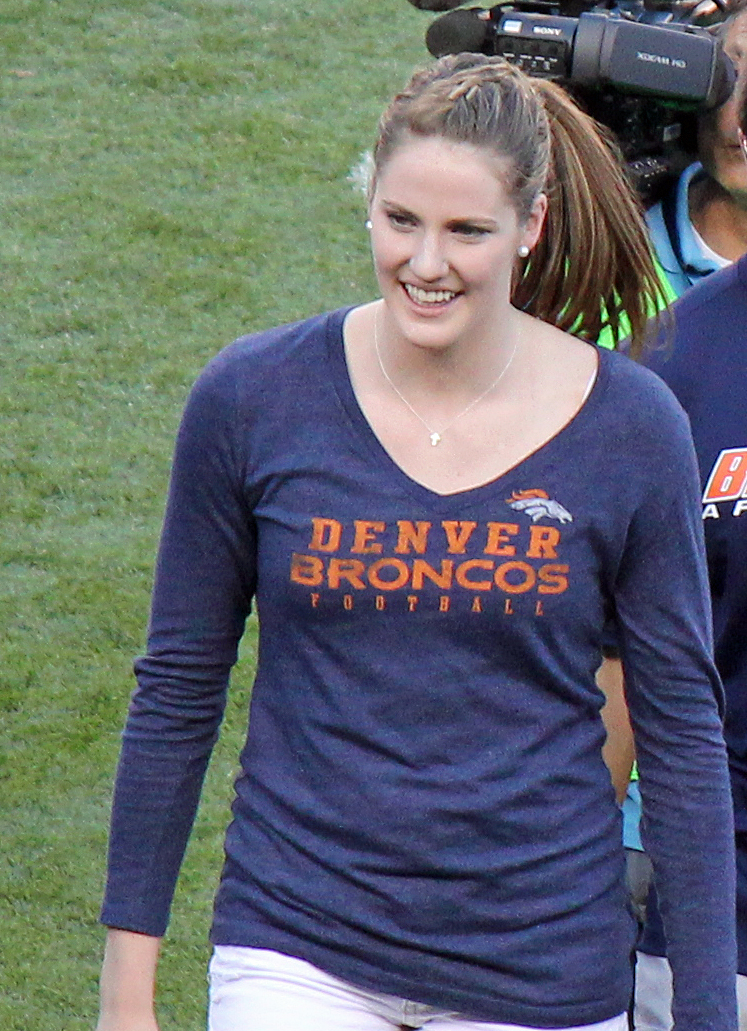
2012年9月9日富蘭克林出席NFL丹佛野馬對匹茲堡鋼人的比賽

## 女版費爾普斯

### 成为女飞鱼
2010年世界短道游泳錦標賽梅希奪得2面銀牌，2011年世界游泳錦標賽游泳比賽米西奪得6面獎牌（4金、1銀、1銅）。
2012年夏季奥林匹克運動會游泳比賽則令梅希名揚四海，奪得4面金牌。100公尺仰式，梅希以58.85秒刷新偶像Natalie Coughlin的美國國家紀錄（58.94秒）並獲得金牌；200公尺仰式更是創下新的世界紀錄2分04秒06。
2013年世界游泳錦標賽游泳比賽奪得六金。

### 個人最佳
| 大泳池        | 大泳池  | 大泳池                   | 大泳池        | 大泳池            |
| ------------- | ------- | ------------------------ | ------------- | ----------------- |
| 項目          | 時長    | 賽事                     | 日期          | 附注              |
| 50公尺仰式    | 27.98   | 2013年美國全國游泳錦標賽 | 2013年6月28日 |                   |
| 100公尺仰式   | 58.33   | 2012年倫敦奥運會         | 2012年7月30日 | 美洲紀錄 美國紀錄 |
| 200公尺仰式   | 2:04.06 | 2012年倫敦奥運會         | 2012年8月3日  | 世界紀錄          |
| 100公尺自由式 | 53.36   | 2013年游泳世錦賽         | 2013年8月1日  |                   |
| 200公尺自由式 | 1:54.81 | 2013年游泳世錦賽         | 2013年7月31日 |                   |

| 小泳池           | 小泳池  | 小泳池                 | 小泳池         | 小泳池   |
| ---------------- | ------- | ---------------------- | -------------- | -------- |
| 項目             | 時長    | 賽事                   | 日期           | 附注     |
| 100公尺仰式      | 56.73   | 2011年游泳世界杯       | 2011年10月23日 |          |
| 200 m backstroke | 2:00.03 | 2011年游泳世界杯       | 2011年10月22日 | 世界紀錄 |
| 100公尺自由式    | 52.09   | 2011年游泳世界杯       | 2011年10月23日 |          |
| 200公尺自由式    | 1:40.31 | 2014 NCAA Championship | 2014月3月21日  | 世界紀錄 |

### 世界紀錄
| 順序 | 距離          | 項目            | 時長    | 賽事                   | 地點         | 日期           | 年齡 | 附注 | 参考  |
| ---- | ------------- | --------------- | ------- | ---------------------- | ------------ | -------------- | ---- | ---- | ----- |
| 1    | 200 m         | 仰式            | 2:00.03 | 2011年游泳世界杯       | 德国柏林     | 2011年10月22日 | 16   | [a]  | [ 3 ] |
| 2    | 4×100公尺接力 | 混合式接力 (sc) | 3:45.56 | 2011年美歐泳池之星     | 美国亞特蘭大 | 2011年12月16日 | 16   | [b]  | [ 4 ] |
| 3    | 200公尺       | 仰式            | 2:04.06 | 2012年倫敦奥運會       | 英国倫敦     | 2012年8月3日   | 17   |      |       |
| 4    | 4×100公尺接力 | 混合式接力      | 3:52.05 | 2012年倫敦奥運會       | 英国倫敦     | 2012年8月4日   | 17   | [c]  |       |
| 5    | 200碼         | 自由式 (sc)     | 1:40.31 | 2014 NCAA Championship | 美国         | 2014年3月21日  | 18   | [a]  | [ 5 ] |

## 外部連結
- 蜜茜·富兰克林在的資料
- 蜜茜·富兰克林在Olympics.com的个人资料和比赛数据
- 蜜茜·富兰克林在Olympedia的个人资料和比赛数据
- 蜜茜·富兰克林在Sports Reference
- 蜜茜·富兰克林的X（前Twitter）
- Missy Franklin （页面存档备份，存于） – Partnership with SafeSplash Swim Schools
- Missy Franklin （页面存档备份，存于） – Partnership with Swimtastic Swim Schools